# ایزاکا، فوکوشیما
ایزاکا، فوکوشیما (به لاتین: Iizaka) یک منطقهٔ مسکونی در ژاپن است که در ناحیه توهوکو واقع شده‌است. ایزاکا ۲۳٬۳۱۴ نفر جمعیت دارد.

## نگارخانه

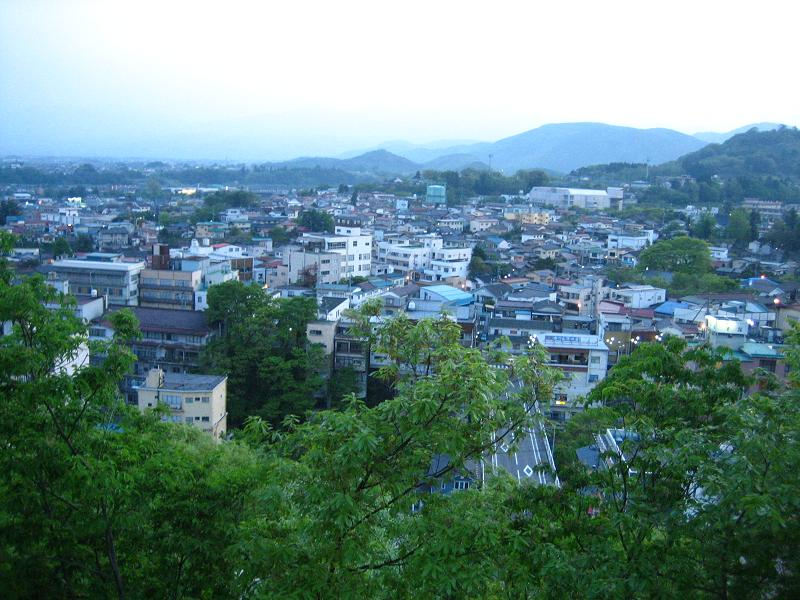
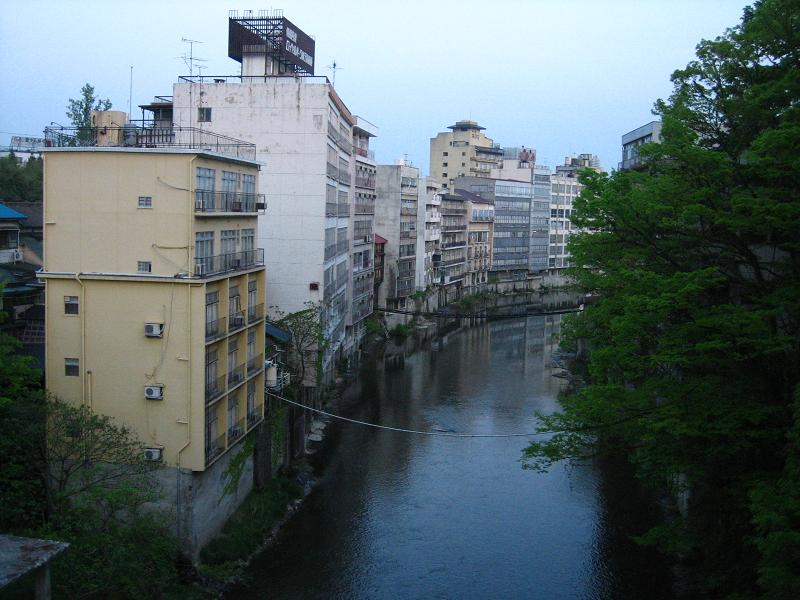